# Thomas II de Constantinople
Thomas II le Nouveau fut patriarche de Constantinople. Selon Venance Grumel, la durée de son patriarcat est de deux ans et demi, du 17 avril 667 au 15 novembre 669. Considéré comme un saint par l'Église orthodoxe, il est fêté le 15 novembre.

## Biographie
Les dates de son pontificat sont incertaines, les données variant suivant les sources. On sait qu'il a été intronisé un Samedi saint, six mois et seize jours après la mort de son prédécesseur Pierre, et d'autre part sa fête correspond en principe au jour de son inhumation. Mais selon les sources, il a pu régner deux ans et demi, trois ans et demi ou quatre ans et demi, entre 665 et 669. 
Avant son accession au patriarcat, il était diacre du clergé de la cathédrale Sainte-Sophie, et il y avait rempli plusieurs fonctions comme sacristain (σκευοφύλαξ), archiviste (χαρτοφύλαξ), référendaire, chancelier ; il avait aussi été γεροντοκόμος (administrateur de l'hospice pour vieillards de Skala) et πτωχοτρόφος (administrateur de l'asile pour mendiants qui se trouvait à Néapolis, près de la capitale).
Il adressa sa lettre synodique au pape Vitalien, mais elle ne parvint jamais à Rome, à cause de la guerre qui faisait rage à l'époque en Méditerranée entre les Byzantins et les Arabes. Cette lettre fut lue le 28 mars 681, pendant la treizième session du sixième concile œcuménique, et son contenu fut jugé orthodoxe. Pendant cette même session, on établit qu'il n'avait laissé aucun écrit attestant une quelconque adhésion au monothélisme. Ainsi il échappa à la condamnation pour hérésie qui frappa ses quatre prédécesseurs, et put être par la suite compté parmi les saints.